# Ozola incompleta
Ozola incompleta är en fjärilsart som beskrevs av W. Warren 1899. Ozola incompleta ingår i släktet Ozola och familjen mätare. Inga underarter finns listade i Catalogue of Life.